# Dennis’ Swing Club
Dennis’ Swing Club war eine Jazz-Kneipe in der Papenhuder Straße auf der Uhlenhorst in Hamburg.

## Geschichte
Das verwinkelte Kellerlokal wurde von dem Musiker Dennis Busby aus Louisiana 1968 eröffnet und von ihm bis zu seinem Tode 1994 geführt. Der Club galt in der Jazz-Szene als Geheimtipp. Amerikanische und einheimische Jazzgrößen traten im Dennis’ Swing Club auf, häufig vor oder nach ihren offiziellen Konzerten in Hamburg, darunter Musiker wie Erroll Garner, Oscar Peterson, Ella Fitzgerald, Count Basie und Herbie Hancock. So entstand dort beispielsweise auch ein NDR-Mitschnitt eines Auftritts von Little Brother Montgomery.
Nach dem Tod von Dennis Busby wurde der Club noch ein paar Jahre von Harro Frank und dem Musiker Jochen Marcus weitergeführt, zuletzt von dem Ehepaar Angie und Devon Brown, die den Veranstaltungsort aber im Jahr 2000 schließen mussten.

## Trivia
Dennis’ Swing Club ist unter anderem auch ein Schauplatz in dem Fernsehfilm Lockvögel aus der Kriminalreihe Tatort der ARD des Jahres 1996. Manfred Krug und Charles Brauer singen dort gemeinsam Quiet Nights Of Quiet Stars von Frank Sinatra.
Das Kellerlokal ist ebenfalls Schauplatz in dem ersten Krimi der Romantrilogie von Bohnet Pleitgen mit dem Titel Freitags isst man Fisch aus dem Jahr 2009, der im Jahr 1989 spielt. Dennis Busby tritt in dem Roman als Nebenfigur auf.